# La Fiancée maudite
Pour plus de détails, voir Fiche technique et Distribution.
La Fiancée maudite est un film muet français réalisé par Émile Chautard, sorti en 1913.
Le film est une adaptation du roman de Michel Morphy Fiancée maudite, publié en 1911

## Fiche technique
- Titre : La Fiancée maudite
- Réalisation : Émile Chautard
- Scénario : d'après le roman éponyme de Michel Morphy (1911)
- Photographie :
- Montage :
- Société de production : Société française des films et cinématographes Eclair, Association cinématographique des auteurs dramatiques (ACAD)
- Société de distribution : Union-Eclair-Location (U.E.L.) ,
- Pays d'origine :  France
- Langue : film muet avec les intertitres en français
- Métrage : 1 215 mètres
- Format : Noir et blanc — 35 mm — 1,33:1 — Muet
- Genre :
- Durée : 41 minutes
- Dates de sortie : 
  -  France : 28 novembre 1913

## Distribution
- Josette Andriot : Beauty Love
- René d'Auchy :
- Renée Sylvaire : Adrienne
- Pierre Delmonde